# Francis (Utah)
Pour les articles homonymes, voir Francis.
Francis est une municipalité américaine située dans le comté de Summit, dans l’Utah. Selon le recensement de 2012, sa population s’élève à 1 120 habitants.

## Histoire
Francis a été établi en 1869 par un mormon. La localité a été nommée en hommage à Francis M. Lyman, un des responsables de l’Église mormone d’alors.

## Source
- (en) Cet article est partiellement ou en totalité issu de l’article de Wikipédia en anglais intitulé « Francis, Utah » (voir la liste des auteurs).